# Depot von Mittelhausen
Das Depot von Mittelhausen (auch Hortfund von Mittelhausen) ist ein Depotfund der frühbronzezeitlichen Aunjetitzer Kultur (2300–1550 v. Chr.) aus Mittelhausen, einem Ortsteil der thüringischen Landeshauptstadt Erfurt. Das Depot befindet sich heute im Landesmuseum für Vorgeschichte in Halle (Saale). 

## Fundgeschichte
Das Depot wurde um 1904 gefunden. Zu den genauen Fundumständen liegen keine Angaben vor.

## Zusammensetzung
Das Depot war in einem Keramikgefäß niedergelegt worden, das nicht aufbewahrt wurde und über dessen genaue Form keine Informationen vorliegen. Das Gefäß enthielt fünf Bronzegegenstände: zwei Thüringer Ringe unterschiedlicher Größe sowie drei Randleistenbeile.